# Milka Planinc
Milka Planinc (Dernis, 21 novembre 1924 – Zagabria, 7 ottobre 2010) è stata una politica croata.
È stata Primo ministro (Presidente del Consiglio federale esecutivo) della Repubblica Socialista Federale di Jugoslavia dal maggio 1982 al maggio 1986.
È stata inoltre il settimo Segretario della Lega dei Comunisti di Croazia, in carica dal dicembre 1971 al maggio 1982. In questo ruolo è stata preceduta da Savka Dabčević-Kučar e succeduta da Jure Bilić.